# 교황 알렉산데르 7세
교황 알렉산데르 7세(라틴어: Alexander PP. VII, 이탈리아어: Papa Alessandro VII)는 제237대 교황(재위: 1655년 4월 7일 - 1667년 5월 22일)이다. 본명은 파비오 키지(이탈리아어: Fabio Chigi)이다.

## 생애

### 생애 초기
시에나 태생인 파비오 키지는 저명한 은행가 집안인 키지 가문의 일원으로 교황 바오로 5세의 조카의 아들에 해당한다. 가정 교사였던 그는 시에나 대학교에서 철학과 법학, 신학 분야에서 박사학위를 받았다.
파비오의 형 마리오는 티베리오 델라 키아라의 딸 베아트리체와 혼인하여 슬하에 네 명의 자녀를 두었는데, 이 중 플라비오(1631-1693)는 1657년 4월 9일 숙부인 교황에 의해 추기경에 서임되었다. 파비오의 또 다른 형 아우구스토 키지(1595-1651)는 옴필리아 델라 치아이아(1614-1640)와 혼인해 파르네세 공작 아고스티노 키지의 부모로서 혈통을 이어갔다. 파비오의 누이 오노라타 미난넬리는 피르마노 비키와 혼인하여 안토니오를 낳았다. 안토니오는 몬탈키노의 주교와 오시모의 주교를 거쳐 숙부인 교황에 의해 1657년 4월 9일 인 펙토레 추기경에 임명됐으며, 1659년 11월 10일 공개적으로 발표되어 서임됐다.

### 교황의 외교관
1627년 그는 페라라에서 교황 특사 보좌로 경력을 시작해 추기경 두 사람의 추천을 받아 몰타의 이단심문관에 임명됐다.
키지는 1634년 12월 사제 서품을 받았다. 1635년 1월 8일 키지는 이탈리나 남부에 있는 나르도의 주교에 임명됐으며, 같은 해 7월 1일 몰타의 주교 미구엘 후안 발라구에르 카마라사의 집전 아래 주교 서품을 받았다. 1652년 5월 13일 키지는 이몰라의 주교로 주교좌를 옮겼다.
키지 주교는 1639년 6월 11일 쾰른에 교황 대사로 파견되어 1651년까지 재직했다. 쾰른에서 대사로 있는 동안 그는 1642년 교황 우르바노 8세가 교황 칙서 《탁월함》(In eminenti)을 발표해 이퍼르의 주교 코르넬리우스 얀센의 저서 《아우구스티노》를 이단으로 단죄한 것을 지지하였다.
1648년 베스트팔렌 조약을 체결하기 위한 협상에 참여할 것으로 예상되었으나 키지 주교와 그 밖의 교회 인사들은 가톨릭교회에서 이단자로 간주한 이들과 협상하는 것을 거부했다. 그래서 협상은 베스트발렌의 두 도시인 오스나브뤼크와 뮌스터에서 중재자들이 가톨릭 대표단과 개신교 대표단 사이를 오고다니며 협상을 이루어냈다. 결국 베스트팔렌 조약이 체결되자 키지는 교황청을 대표해서 이에 항의했다. 교황 인노첸시오 10세도 직접 나서서 베스트팔렌 조약을 무가치하고 법적 효력이 없으며 부당하고 치명적이며 타락했으며 어리석고 의미와 결과가 허무하다고 평가했다. 베스트팔렌 조약이 체결된 결과 30년 전쟁(1618–1648)이 종식되었으며, 1789년 프랑스 혁명이 일어나기 전까지 유럽 국가들 사이에서 힘의 균형이 정립되었다.

## 국무원장과 추기경
교황 인노첸시오 10세는 키지를 로마로 다시 불러들였다. 1651년 12월 인노첸시오 10세는 키지를 교황청 국무원장에 임명했다. 그리고 1652년 2월 19일 키지를 추기경에 임명했으며, 같은 해 3월 12일 산타 마리아 델 포폴로 성당의 사제급 추기경에 서임했다.

## 재위기간

### 교황 선출
1655년 1월 1일 인노첸시오 10세가 선종한 후, 키지 추기경은 스페인파의 지지를 받아 1655년 4월 7일 콘클라베 개시 8일째 되는 날, 교황으로 선출되어 알렉산데르 7세가 되었다.

### 족벌주의
추기경들은 그가 전임 교황들과는 달리 족벌주의 정책을 시행하지 않을 것이라고 생각했다. 실제로 알렉산데르 7세는 집권 첫 해에 검소하게 살았으며, 자신의 일가친척마저 로마를 방문하는 것 자체를 허락하지 않았다. 동시대 인물로 알렉산데르 7세가 선출된 후 로마를 방문한 존 바그레이브는 다음과 같은 글을 남겼다.
교황직에 오른 처음 몇 개월 동안 그는 매우 복음적인 삶을 살았다. 그는 재를 이불 삼아 딱딱한 침대 위에서 잠을 청했으며, 돈과 명예, 권력을 혐오했다. 각국 대사들의 알현을 받을 때 그는 항상 자신이 언젠가 이 세상을 떠난다는 사실을 상기하기 위해 알현실 내부를 해골들로 장식하고 눈앞에 자신이 들어갈 관을 놓곤 하였다. 그는 훌륭한 신심과 거룩한 삶은 도처에 퍼져 만인의 존경을 받았다. 하지만 오래 지나지 않아 그가 자신의 일족들을 불러들이면서 그의 성격이 변하게 되었다. 겸손했던 그는 허영심 많은 인물이 되었다. 더 이상 금욕적인 삶을 살지 않았으며, 그의 딱딱한 침대는 부드러운 깃털 침대로 바뀌었고, 해골로 가득 찼던 알현실은 보석으로 가득 찼다. 죽음을 상기했던 그의 마음은 야망으로 바뀌었으며, 마치 죽음을 더럽히고 돈으로 목숨을 사려는 듯이 비어있던 그의 관은 돈으로 채워졌다.

위 글은 영국 성공회 캔터베리 대성당 참사회장의 조카이자 개신교 목회자였던 사람이 쓴 것이기 때문에 실제와는 달리 매우 과장된 것일 수 있다. 하지만 실제로 1656년 4월 24일 알렉산데르 7세가 추기경회의에서 자신의 형제들과 조카들이 로마에 있는 자신을 도와주러 올 것이라고 발표했다는 것만은 사실이다. 그의 조카 플라비오 키지는 추기경에 서임됐다. 교황령의 행정 및 교회 분야의 주요 요직은 알렉산데르 7세의 일가 친척들이 독차지했으며, 알렉산데르 7세의 치세는 바로크 시대 교황들의 치세 가운데 족벌주의가 가장 뿌리 깊었다.

### 로마의 도시 및 건축 사업
많은 교황들이 로마의 도시 계획 사업을 실행한 것으로 잘 알려져 있으며, 대표적인 예가 교황 율리오 2세와 교황 식스토 5세이다. 하지만 알렉산데르 7세 때 있었던 수많은 도시 재개발은 범위와 규모 면에서 다양했을 뿐만 아니라 고대와 현대, 성과 속이 공존하는 로마의 품격에 걸맞도록 체계적이고 일관된 방향으로 진행되었다.
알렉산데르 7세의 도시 계획의 핵심은 공연장 또는 극장이라는 개념으로 로마의 위엄과 가톨릭교회의 중심지라는 명성에 걸맞는 웅장한 장소 내지는 대표적인 건축물을 세우는 것이었다. 그리하여 성 베드로 대성전 앞 성 베드로 광장 양식을 본따서 그보다 규모는 작지만 산타 마리아 델라 파체 성당을 짓고 그 앞에 광장을 조성했다.
알렉산데르 7세의 재위기간 동안 실행되었던 다양한 도시 건축 계획들은 조반니 바티스타 팔다가 판화로 기록을 남겼으며, 1655년 초판이 출판되었다. 이들 판화들은 조반니 자코모 데 로시에 의해 《교황 알렉산데르 7세의 복된 통치 아래 오늘날 로마 건물들로 이루어진 새로운 공연장》(Il Nuovo Teatro delle fabriche et edificij in prospettiva di Roma moderna sotto il felice pontificato di N.S. Alessandro VII.)이라는 제목의 판본들로 출판되었다.
그가 선호한 건축가는 조각가이자 건축가인 잔 갈레아초 베르니니였지만, 화가이자 건축가인 피에트로 다 코르토나에게도 건축 의뢰를 하였다. 로마의 3대 바로크 건축가들 중 프란체스코 보로미니만이 알렉산데르 7세 재위기간 동안 별다른 작품 활동을 하지 못했는데, 그 이유는 아마도 알렉산데르 7세가 보기에 보로미니의 건축 양식이 괴팍한 데다가 보로미니가 이미 세상 사람들에게 잘 알려진 인물이었다는 점 때문이었을 것으로 보인다. 그렇지만 알렉산데르 7세의 가문 일족들은 산티보 알라 사피엔차 성당을 가문의 문장으로 장식하는 등 보로미니에게 의뢰를 많이 했다. 알렉산데르 7세는 개인적으로 도시 계획과 건축 계획에 관심이 많았으며, 자신의 일기장에 이에 대한 기록을 남겼다. 그의 재위기간 중에 산타 마리아 델라 파체 성당과 코르소 거리, 콜론나 광장과 이에 딸린 건물들이 건축되었다. 아울러 포폴로 문과 포폴로 광장, 산타 마리아 델 포폴로 성당, 성 베드로 광장, 산탄드레아 알 퀴리날레 성당, 스칼라 레지아 등 바티칸 궁전과 성 베드로 대성전의 내부 장식물들, 퀴리날레 궁전의 일부 부분, 미네르바 광장의 오벨리스크와 코끼리상, 키지 궁전에 대한 재시공이 단행되었다.

### 제사 문화 허용
1656년 3월 23일, 교령을 통하여 중국 전통 의례에 중국인 신자가 참가하는 것을 허용했다. 이는 중국에 있는 예수화 선교사들의 의견을 받아들인 조치였다. 그러나 그의 이런 조치는 후대의 교황인 클레멘스 11세에 의해 1715년 청나라의 전례인 공자숭배와 제사문화를 금하는 회칙을 내림으로 혼란이 발생하게 되었다. 청나라는 천주교 선교활동을 금지시켰으며 조선에서는 병인박해를 비롯한 6차례에 걸친 천주교 박해 사건으로 수많은 순교의 피를 흘리게 만들었다. 이런 혼란과 불행은 1939년 교황 비오 12세가 동방의 조상숭배는 우상숭배가 아니라고 칙서를 발표할 때까지 계속되었다.

## 대외 관계

### 스웨덴
알렉산데르 7세의 재위기간 중에 스웨덴의 크리스티나 여왕(1632-1654)이 가톨릭으로 회심했다. 크리스티나는 왕위에서 스스로 물러난 후 로마에 와서 거처를 마련했으며, 1655년 크리스마스에 교황으로부터 직접 세례성사를 받았다.

### 프랑스
알렉산데르 7세는 프랑스 왕 루이 14세의 조언자인 쥘 마자랭 추기경과의 지속적으로 알력을 벌였다. 마자랭은 베스트팔렌 조약을 체결하는 협상 동안 교황청의 뜻을 거스르고 갈리아 교회의 특권을 주장했다. 콘클라베 중에 그는 키지가 새 교황으로 선출되는 것에 반대했지만, 결국 막판에 어쩔 수 없이 그를 타협안으로 받아들일 수 밖에 없었다. 하지만 마자랭은 자신이 살아있는 동안 루이 14세가 알렉산데르 7세에 대한 순명의 의미로 통상적으로 하는 로마에 외교 대사를 파견하는 것을 가로막았으며, 그동안 교황령과의 외교적 업무는 일반적으로 교황과 사이가 좋지 않은 추기경들이 수행했다. 1662년 역시 교황과 적대적인 관계였던 듀크 드 크르키가 대사로 임명됐다. 그는 외교 대사에게 전통적으로 주어져 왔던 망명 권한을 남용하여 교황령과 프랑스 사이에 정치적 갈등을 촉발시켰다. 이는 결국 알렉산데르 7세 때 일시적으로 아비뇽이 프랑스로 귀속되고 1664년 굴욕적인 내용의 피사 조약을 맺는 결과를 낳았다.

### 스페인과 포르투갈
알렉산데르 7세는 1640년에 스페인으로부터 독립을 선포한 포르투갈에 반대하여 포르투갈에 대한 스페인의 권리 주장을 지지하였다.

## 예수회와 얀센주의
알렉산데르 7세는 예수회를 총애했다. 베네치아 공화국이 오스만 제국으로부터 크레타섬을 지키기 위해 도움을 요청하자 교황은 그에 대한 보답으로 1606년 베네치아가 추방한 예수회원들의 입국을 재허용한다는 약속을 받아냈다. 또한 그가 교황 인노첸시오 10세의 조언자였던 시절에 얀센주의를 논박한 예수회의 활동을 강력하게 지지했던 것을 계속 이어나갔다. 프랑스의 얀센주의자들은 코르넬리우스 얀센이 집필한 책인 아우구스티노에는 1653년에 문제점이 지적되어 단죄받은 내용이 실제로는 포함되어 있지 않다고 주장했다. 이에 알렉산데르 7세는 1656년 10월 16일 교황 칙서 거룩하고 복된 베드로좌로서(Ad Sanctam Beati Petri Sedem)를 발표하여 소르본 대학교의 신학자들이 얀센의 책에서 발췌한 은총과 인간 의지와의 관계에 대한 다섯 가지 명제를 제시하며 실제로 그 내용이 들어 있음을 확인해 주었다. 또한 그는 얀센주의자들을 색출하고 교회에서 추방하기 위한 수단으로 프랑스에 신앙 고백문을 보내 모든 사제가 서명하도록 했다.

## 죽음

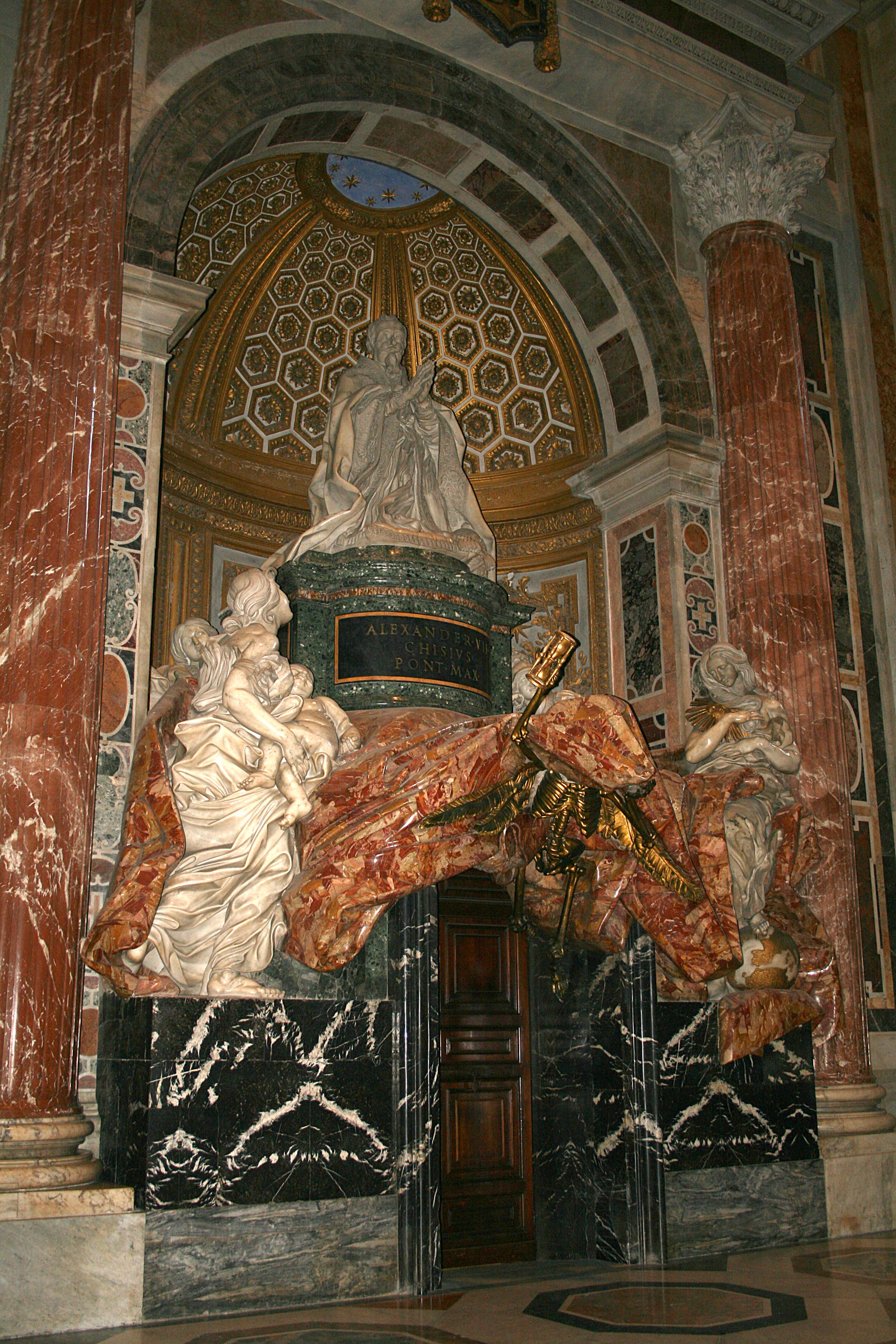
알렉산데르 7세의 무덤

알렉산데르 7세는 1667년에 선종했으며, 베르니니가 그를 위해 장관을 이룰 정도로 화려한 무덤을 제작했다. 이 무덤은 문 위에 금으로 제작된 모래시계를 들고 있는 해골상으로 유명하다. 알렉산데르 7세의 뒤를 이어 교황 클레멘스 9세가 선출되었다.

## 활동
알렉산데르 7세는 정무를 보는 것을 싫어하고 문학과 철학을 좋아했다. 그의 라틴어 시집은 1656년 《Philomathi Labores Juveniles》라는 제목으로 프랑스 파리에 출판되었다. 도시 개발을 장려하기도 한 그는 도로를 정돈하고 확장하기 위해 가옥들을 철거하는 등 로마의 전반적인 도시 수준을 개선시켰다. 도시 개발을 통해 그는 잔 로렌초 베르니니를 후원했다. 베르니니는 산타 마리아 델 포폴로 성당과 키지 가문 출신 추기경들의 명의본당들을 장식하고 스칼라 레지아, 바티칸 대성전의 성 베드로좌 등의 작품을 남겼다. 특히 그는 성 베드로 광장의 사방을 회랑으로 둘러싸인 형태로 설계해 완공했다.
알렉산데르 7세는 태양중심설 문제와 관련하여 가장 권위 있는 문헌 중 하나를 작성했다. 그는 코페르니쿠스와 갈릴레오의 단죄받은 저서들을 새로이 포함된 금서 목록(Index Librorum Prohibitorum Alexandri VII Pontificis Maximi jussu editus)을 발행했다. 따라서 알렉산데르 7세는 태양중심설에 대해 명백히 반대하는 입장을 취했다. 알렉산데르 7세 사후에도 금서 목록은 여러 번 개정되었다.
알렉산데르 7세는 1661년 12월 8일 사도적 헌장 《모든 교회들의 관심》(Sollicitudo omnium Ecclesiarum)에서 “마리아의 영혼은 인류의 구세주이신 그의 아들 예수 그리스도의 공로를 미리 입어, 그녀의 영혼이 창조되어 그 육체에 주부(注賦)되는 첫 순간에 원죄의 더러움에서 미리 깨끗이 보호되었음을 알아 이러한 의미로 그녀의 축일을 장엄한 예절로 경하하며 거행하고 있는 그리스도교 신자들의 지극히 복되신 하느님의 어머니 동정녀 마리아께 대한 신심은 참으로 오래다.”라고 말함으로써 성모 마리아의 원죄 없는 잉태 교리를 제시했다. 이는 훗날 교황 비오 9세가 《형언할 수 없는 하느님》(Ineffabilis Deus)을 통해 무류성에 따라 마리아의 원죄 없는 잉태를 교의로 선포했을 때 한 말과 거의 일맥상통한다. 실제로 《형언할 수 없는 하느님》 제8항에서 비오 9세는 알렉산데르 7세의 말을 인용했다.